# Rita Dove
Rita Dove   (Akron, 28 d'agost de 1952) és una poeta i assagista afroamericana. Entre el 1993 i el 1995 fou l'assessora en poesia de la Biblioteca del Congrés dels Estats Units, cosa que la va convertir en la primera poeta afroamericana en ostentar aquest càrrec. Dove també fou consultora especial en poesia del bicentenari de la Biblioteca del Congrés entre el 1999 i el 2000. Al 1987 es va convertir en la segona afroamericana en guanyar el premi Pulitzer de poesia i entre el 2004 i el 2006 fou Poeta Llorejada de Virgínia.

## Biografia
Rita Dove va néixer a Akron (Ohio) el 28 d'agost de 1952. El seu pare és Ray Dove, un dels primers químics que havia treballat a la indústria del pneumàtic (treballà en la recerca per Goodyear) després que trenqués la barrera del racisme laboral i la seva mare fou Elvira Hord, que havia rebut honors durant l'ensenyament secundari i que va traslladar a la seva filla la passió per la lectura. El 1970 Dove es va graduar com a presidenta escolar (una de les cent millors estudiants dels Estats Units) en secundària a la Buchtel High school. El 1973 es va graduar amb summa cum laude en Arts a la Universitat de Miami. El 1974 va rebre la beca del Programa Fulbright per estudiar a la Universitat de Tübingen. El 1977 va obtenir el master per programa d'escriptura creativa a la Universitat de Howard.

## Carrera

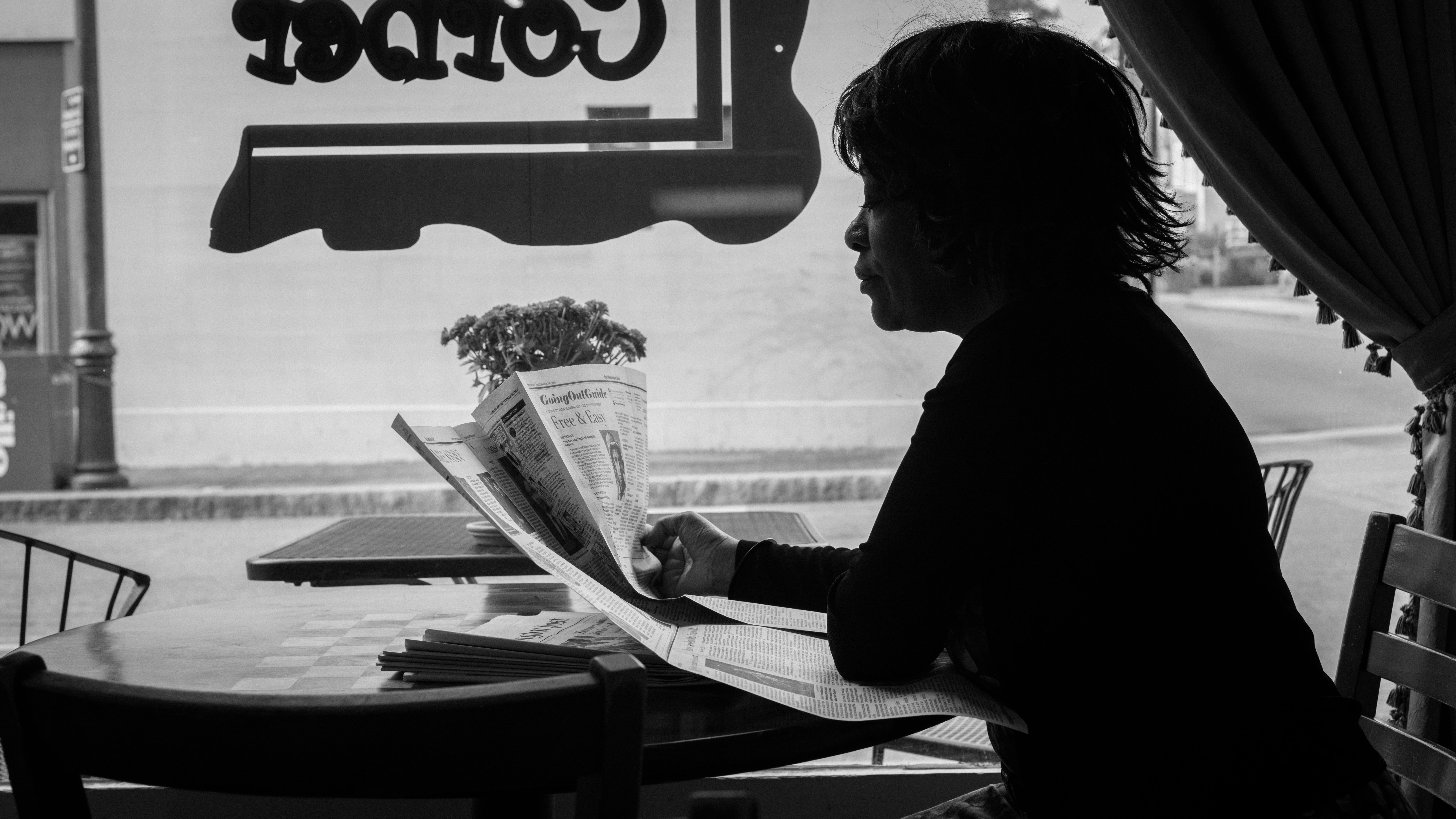
Imatge del documental "Rita Dove: Una poeta americana"

Entre el 1981 i el 1989 va ser professora d'escriptura creativa a la Universitat Estatal d'Arizona. El 1987 va rebre el premi Pulitzer en poesia i entre el 1993 i el 1995 fou nomenada la Poeta Llorejada dels Estats Units (Consultora en poesia de la Biblioteca del Congrés dels Estats Units i poeta oficial dels Estats Units). Fou la primera afroamericana que va ostentar aquest títol des que tenia aquest nom (abans Robert Hayden havia estat el primer consultor en poesia no blanc entre el 1976 i el 1978 i Gwendolyn Brooks havia estat Consultora en Poesia entre el 1985 i el 1986). Abans d'obtenir aquest títol, Dove ja havia estat entrevistada durant una hora per Bill Moyers en el programa en prime-time de la PBS, Bill Moyers Journal. Des del 1989 fou professora de la Universitat de Virgínia a Charlottesville en la que tenia la càtedra de professora d'anglès de la Commonwealth.
Rita Dove també va servir com a Consultora en Poesia de la Llibreria del Congrés en el Bicentenari Espacial del 1999-2000 juntament amb Louise Glück i W.S. Merwin. El 2004 fou nomenada com a Poeta Llorejada de Virgínia pel governador Mark Warner. En l'esfera pública, Dove es va concentrar en promoure la literatura i la poesia. Com a Poeta Llorejada dels Estats Units, per exemple, va promoure que s'explorés la diàspora africana amb els ulls dels artistes.
Entre el 1986 i el 1987 va formar part de la direcció de l'Associació d'escriptors (Association of Writers & Writing Programs - AWP), de la que en va ser presidenta entre el 1986 i el 1987. Entre el 1994 i el 2000 fou senadora de la societat acadèmica honorífica nacional Phi Beta Kappa. Entre el 2006 i el 2012 fou consellera de l'Acadèmia de poetes americans (Academy of American Poets). Des del 1991 fou jurat dels premis literaris Anisfield-Wolf (juntament amb escriptors com Ashley Montagu, Henry Louis Gates, Joyce Carol Oates, Simon Schama, Stephen Jay Gould i Steven Pinker.
Les obres de Dove no es poden confinar a una escola de la literatura contemporània específica. La seva obra més famosa és Thomas and Beulah (1986, ed. Carnegie-Mellon University Press), una col·lecció de poemes basats en els seus avis materns per la que va rebre el premi pulitzer de poesia el 1987. Rita Dova ha publicat deu llibres de poesia, un llibre de contes (1985), una col·lecció d'assajos (The Poet's World, 1995) i una novel·la, Through the Ivory Gate (1992). El 2016 l'editorial W.W. Norton & Company van editar la compilació dels seus poemes escrits entre el 1974 i el 2004 que inclou un resum del què li va dir Barack Obama quan li va atorgar la Medalla Nacional de les Arts el 2011 a la seva contraportada.
El 1994 va publicar l'obra de teatre The Darker Face of the Earth (revisat el 1996) que fou estrenat durant el Festival Shakespeare d'Oregon el 1996. Va col·laborar amb el compositor John Williams en la cicle de cançons Seven for Luck que fou estrenada el 1998 per la sinfonia de Boston. A més a més va llegir un poema acompanyat per la música de John Williams durant la celebració del mil·lenni de la Casa Blanca durant el cap d'any de l'any 2000.

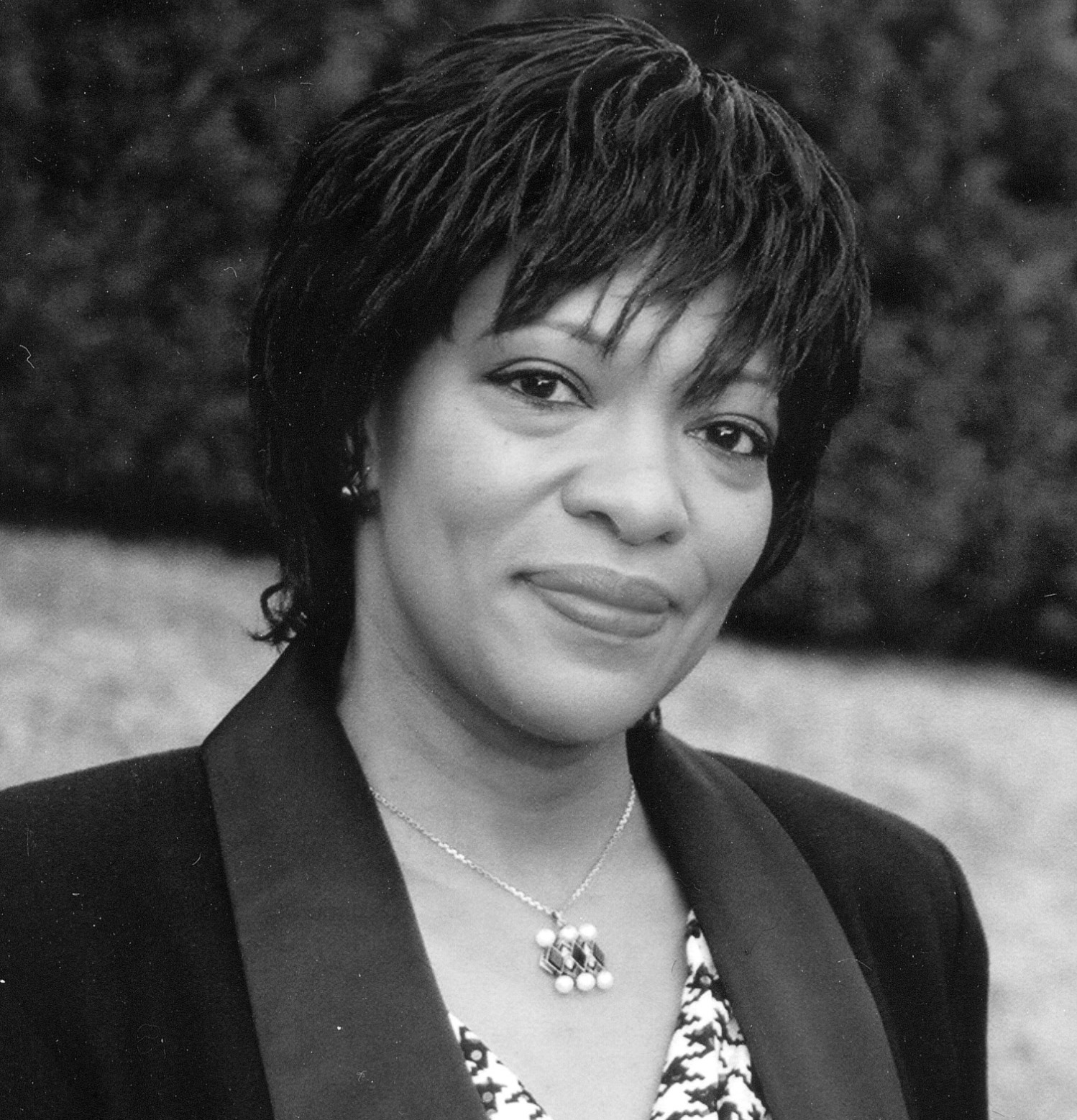
Rita Dove al 2004

Sonata Mulattica (2009) és la col·lecció de poesia de Dove més ambiciosa. Sobre aquesta, Mark Doty va escriure a la revista O, The Oprah Magazine va escriure que en les seves més de 200 pàgines tenia els caràcters vívids d'una novel·la.
El 2011 va publicar The Penguin Anthology of 20th Century American Poetry. Aquesta col·lecció va provocar controvèrsia entre alguns crítics que consideraven que l'antologia era molt inclusiva i hi primava l'agenda populista a la qualitat. El poeta John Olson va comentar que les seves exclusions eren impressionants, ja que no incloïen autors com Sylvia Plath, Allen Ginsberg, Sterling Brown, Louis Zukofsky, George Oppen, Charles Reznikoff ni Lorine Niedecker. Primer ella havia decidit seleccionar obres de Plath, Ginsberg i Brown però aquestes foren excloses de l'edició contra els seus desitjos perquè l'editorial no tenia el permís per a incloure-les. La crítica Helen Vendler va criticar la seva selecció i després Dove va defensar-se a The New York Review of Books i a altres mitjans. La investigadora Marjorie Perloff va continuar l'atac a aquesta edició a The Boston Review. El poeta i filòleg Evie Shockley va defensar a Rita Dove en aquesta publicació.

## Premis i honors

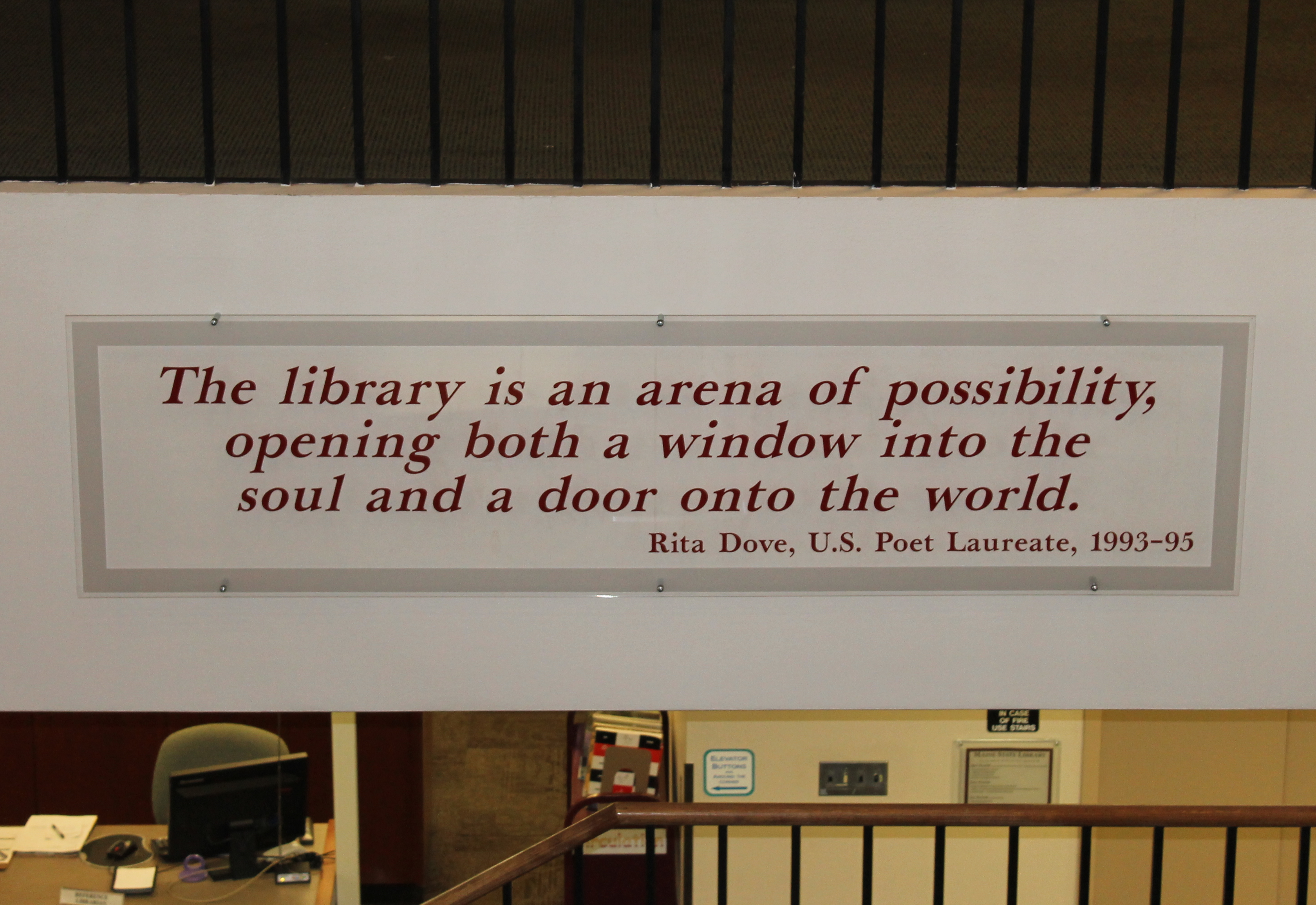
La definició de biblioteca a l'entrada de la Biblioteca Estatal de Maine a Augusta escrita per Rita Dove

A part del premi pulitzer, Rita Dove ha rebut nombrosos honors acadèmics i literaris. Té 25 doctorats honoraris (l'últim l'hi va atorgar la Universitat Yale el 2014). El 1996 va rebre la Medalla Nacional d'Humanitats de la mà de Bill Clinton. El 1997 va guanyar el Premi Heinz en arts i humanitats. El 2006 va rebre el premi de la Commonwealth de literatura. El 2008 va rebre el premi a la trajectòria per la Biblioteca de Virgínia, el 2009 va rebre la medalla de Fulbright a la trajectòria i el Premio Capri. El 2011 Barack Obama li va atorgar la Medalla Nacional d'Art. El 2014 va rebre el Premi Carole Weinstein en poesia i el 2015 fou el primer poeta estatunidenc que va guanyar el Premi del Poble de Guangdong, Xina. El 2016 va rebre el Stone Award for Lifetime Literary Achievement (premi a la trajectòria literària) per la Universitat Estatal d'Oregon, fou finalista al Premi Nacional del Llibre i va guanyar el premi NAACP Image (Premis de la National Association for the Advancement of Colored People) en poesia.
Dove ha estat invitada en moltes ocasions al Festival de Poesia Geraldine R. Dodge. El 2004 el Col·legi Salem per Dones Escriptores va establir el premi anual de poesia Rita Dove. El 31 de gener de 2014 es va estrenar el documental Rita Dove: An American Poet dirigit per Eduardo Montes-Bradley.
Rita Dove és membre de la Societat Filosòfica Americana, l'Acadèmia Americana de les Arts i les Ciències, l'american Academy of Arts and Letters, del Fellowship of Southern Writers i del PEN American Center. També ha fet de jurat als Premis Literaris Anisfield-Wolf.

## Vida personal
Rita Dove es va casar el 1979 amb l'escriptor d'origen alemany Fred Viebahn. El 1983 va néixer la seva filla Aviva Dove-Viebahn. La parella viu a Charlottesville (Virgínia).

## Obres

### Col·leccions de poesia
- Collected Poems 1974-2004 (Nova York i Londres: W.W. Norton, 2016), ISBN 978-0-393-28594-9
- Sonata Mulattica (Nova York: W.W. Norton, 2009), ISBN 978-0-393-07008-8
- American Smooth (Nova York: W.W. Norton, 2004), ISBN 978-0-393-05987-8
- On the Bus with Rosa Parks (Nova York: Norton, 1999), ISBN 978-0-393-04722-6
- Mother Love (Nova York: W.W. Norton, 1995), ISBN 978-0-393-31444-1
- Selected Poems (Pantheon/Vintage, 1993), ISBN 978-0-679-75080-2
- Grace Notes (Nova York: W.W. Norton, 1989), ISBN 978-0-393-02719-8
- Thomas and Beulah (Carnegie Mellon Press, 1986), ISBN 978-0-88748-021-8
- Museum (Carnegie Mellon, 1983)
- The Yellow House on the Corner (Carnegie Mellon Press, 1980)

### Assaig
- The Poet's World (Washington, DC: The Library of Congress, 1995)

### Teatre
- The Darker Face of the Earth: A Verse Play in Fourteen Scenes (Story Line Press, 1994)

### Novel·la
- Through the Ivory Gate (Pantheon Books, 1992), ISBN 978-0-679-41604-3

### Contes
- Fifth Sunday (University of Kentucky, Callaloo Fiction Series, 1985), ISBN 978-0-912759-06-7

### Com a editora
- The Penguin Anthology of Twentieth Century American Poetry (Nova York: Penguin Books, 2011), ISBN 978-0-14-310643-2
- The Best American Poetry 2000 (Nova York: Scribner, 2000), ISBN 978-0-7432-0033-2

### Entrevistes
- Ingersoll, Earl G., ed. Conversations with Rita Dove. Jackson: UP of Mississippi, 2003